# Томин, Владимир Александрович
Владимир Александрович Томин (1930—2009) — советский партийный, хозяйственный и государственный деятель. Председатель Орского исполкома городского Совета народных депутатов (1976—1988). Почётный гражданин города Орска (2000).

## Биография
Родился 14 октября 1930 года в городе Орске в рабочей семье.
С 1938 по 1943 годы обучался в Орской средней школе №24. С 1943 года, в период Великой Отечественной войны, в возрасте тринадцати лет В. А. Томин начал свою трудовую деятельность, одновременно обучался в школе фабрично-заводского обучения. С 1944 по 1945 годы начал работать электромонтёром электрического цеха Орского мясокомбината.
С 1945 по 1947 годы получал среднее образование в Орской средней школе №49. С  1947 по 1951 годы проходил обучение в Орском машиностроительном техникуме. С 1951 года начал работать в должности помощника мастера чугунолитейного цеха на Южно-Уральском машиностроительном заводе. 
С 1951 по 1960 годы был призван в ряды Вооружённых сил и направлен в Пограничные войска КГБ СССР, служил в войсках Северо-Западного пограничного округа на офицерских должностях, на момент увольнения из пограничных войск имел воинское звание старший лейтенант. «За безупречное несение службы по охране государственной границы» В. А. Томин был награждён медалью Медалью «За отличие в охране государственной границы СССР».
С 1960 по 1968 годы работал в должностях: мастера, начальника смены, старшего мастера и начальника сталелитейного цеха, с 1968 по 1972 год — секретарь партийного комитета Южно-Уральского машиностроительного завода. 
С 1972 года на партийно-хозяйственной работе: с 1972 по 1976 годы был — первым секретарём Октябрьского районного комитета КПСС.
С 1976 по 1988 годы, в течение двенадцати лет, В. А. Томин был — председателем Орского исполкома городского Совета народных депутатов. За время руководства городом Орск, В. А. Томиным был составлен и воплощён в жизнь многолетний план развития города, строился жилой и социальный фонд, были построены крупные городские объекты, такие как: аэропорт, Дворец пионеров, Дом культуры нефтехимиков и Дворец спорта.
С 1988 года после ухода на пенсию, дома не сидел, а начал работать на различных должностях в родном для него Южно-Уральском машиностроительном заводе, работал в качестве начальника второго (режимного) отдела, помощника генерального директора по специальным вопросам и в должности начальника специального отдела. Занимался и общественной работой, долгое время был —
руководителем Орского городского Совета ветеранов.
25 августа 2000 года «за большие заслуги в развитии города Орска» В. А. Томин был удостоен почётного звания — Почётный гражданин города Орска.
Скончался 6 мая 2009 года в городе Орске.

## Награды
- Два Ордена Трудового Красного Знамени
- Медаль «За отличие в охране государственной границы СССР»

### Звание
- Почётный гражданин города Орска (25.08.2000[1][2])